# Gérald Fauteux
Pour les articles homonymes, voir Fauteux.
Joseph Honoré Gérald Fauteux, né le 22 octobre 1900 à Saint-Hyacinthe et mort le  14 septembre 1980, est un juge canadien. Il est juge en chef de la Cour suprême du Canada, de 1970 à 1973. Il est ensuite chancelier de l'Université d'Ottawa de 1973 à 1979.

## Biographie
Gérald Fauteux obtient une licence en droit de l'Université de Montréal en 1925. Reçu au barreau cette année-là, il s'installe à Montréal, où il exerce avec son oncle, Honoré Mercier fils, formant le cabinet d'avocats Mercier & Fauteux. Il devient procureur de la Couronne à Montréal en 1930 et procureur en chef de 1939 à 1944. Il est nommé juge à la Cour supérieure du Québec en 1947, puis juge à la Cour suprême du Canada en 1949. Il en devient le juge en chef en 1970, jusqu'à sa retraite le 23 décembre 1973.

## Hommages
Le pavillon qui accueille la Faculté de droit de l'Université d'Ottawa depuis 1973 porte son nom.